# Charles Guillaud
Pour les articles homonymes, voir Guillaud.
Charles Guillaud (6 avril 1925 à Besançon – 18 février 2014 à Trévoux) est un artiste-peintre français contemporain.

## Sa carrière
La première exposition de Charles Guillaud remonte à 1956. Autodidacte, il est l'un des rares peintres français à vivre exclusivement de sa peinture, et cela depuis 1958. Il expose à Paris depuis 1958 (dont 12 expositions personnelles) et régulièrement en Suisse depuis 1980 (Bätterkinden/Berne, Zurich, Genolier/Vaud, Coppet/Genève). Ses œuvres sont disséminées sur les 5 continents, acquises par d'anonymes amateurs d'art ou de grands collectionneurs lors de l'une des 58 expositions personnelles qu'il a réalisées depuis le début de sa carrière. Un groupement de mécènes limité à vingt membres, “l'Association des Amis de Charles Guillaud”, créée à Grenoble par le Comte Prunell de la Bisbal (1905-2004), auteur dramatique et amateur d'art, qui en sera le premier Président, le soutient depuis 1961 (55 ans en 2016), ce qui constitue un fait unique dans l'histoire de l’art. Il vivait au Breuil (Rhône).

## Opinion d'un critique d'art
Voici ce que dit de lui Bernard Gouttenoire, critique d'art et expert, en préface du dernier livre consacré à Charles Guillaud :
"Mais qui est Charles Guillaud que chacun pourrait reconnaître - tant sa manière de peindre est liée à son histoire - et que, pourtant - mis à part quelques collectionneurs - personne ne connaît vraiment ? Il faut avouer qu'il n’a rien fait pour être promu au firmament de sa propre gloire.
La lecture de ce livre, édité par son fils Pierre à l'initiative de l'association des “Amis de Charles Guillaud”, est nécessaire pour qui veut en savoir plus.
Ce qui frappe dans une première approche globale de l'œuvre, c'est à la fois la diversité des sujets et la diversité des techniques. Mais il y a une constante chez Guillaud dans cette diversité : c'est l'humain. Qu'il s'agisse d'homme ou de femme au travail, jouant ou faisant la fête, d'enfants, en lien avec des paysages grandioses ou lors de scènes intimistes, l'humain dans toute sa diversité surgit et anime ces toiles puissantes et colorées. 
Charles Guillaud a peint la vie, telle qu'elle est, ses joies et ses peines. Il s'est aussi parfois attaché à peindre la misère, qui fait partie de la vie aussi hélas, mais il n'a jamais été un peintre "misérabiliste". La pauvreté, l'infirmité, comme la laideur psychologique ou l'abandon sont un stress parmi d'autres qu'il a aussi très bien su rendre.
L'apogée de sa connaissance de l'humain et sa philosophie se traduit dans ce qu'il a nommé "l'illusion humaine". Une première approche, un coup d'œil trop hâtif devant ces toiles pourrait faire penser à des scènes de carnaval. Mais il n'en est rien : il s'agit de scènes détournées montrant sous son vrai visage chacun d'entre nous, nos petites perversités ou lâcheté. Ainsi des hommes-moutons conduits par des singes, de faux jeunes mais vrais vieillards,  …etc. Ce fut l'occasion pour lui de créer des toiles d'une rare puissance évocatrice.
S'il aime citer Rembrandt ou Vélasquez parmi ses peintres de chevet, Charles Guillaud - qui est à rapprocher de l'école de Paris, (il fut soutenu par Jean Minet et Ror Volmar)- se situe dans la lignée des peintres qui ont célébré à travers la figuration, le visage de ceux qui vivent, travaillent s'aiment ou souffrent. Cette parenté est encore plus flagrante, lorsqu'on découvre les toiles mystiques consacrées aux pages de l'évangile, le peintre se gardant bien de faire du religieux d'un tel sujet. Tant et tant d'artistes ont visité ces épisodes que Charles Guillaud s'est défendu de raconter la énième version de la crucifixion, parlant plus volontiers du cri de la mère au pied de son fils torturé. Quand Charles Guillaud décrit la nativité, il fait de la Vierge Marie une accouchée comme toutes les autres, désireuse d'abord de nourrir l'enfant de son sein, loin de toute auréole de calendrier. La plus belle des lumières est omniprésente sans être signifiée. 
En visitant l'atelier d'autres tableaux retiennent encore l'attention. Bien sûr, cette mise en croix majeure, mais aussi - loin de Venise dont Guillaud montre les petites scènes de rues en aparté des grands canaux - voici un paysage de Grèce “Falaise à Santorin”, avec ses jus bruns qui servent de passages de la terre abrupte jusqu'au clair de ciel. Et ce grand format consacré aux nuages, sans l'ombre d'un oiseau - sans l'ombre d'un sujet - une œuvre sublime chez le peintre, qui s'accroche à l'espoir et qui va dans le sens de ce qu’il recherche, exigeant toujours de l'homme qu'il regarde vers le haut ! "